# Моисеевка (Нововаршавский район)
Моисеевка — деревня в Нововаршавском районе Омской области России. Входит в состав Победовского сельского поселения.

## География
Сибирское находится в юго-восточной части региона, в пределах Ишимской равнины, являющейся частью Западно-Сибирской равнины.
Уличная сеть состоит из двух географических объектов: ул. Верхняя и ул. Нижняя.

## История
Основано в 1910 году на переселенческом участке Кучук.

## Население
| 1914 | 2010 |
| ---- | ---- |
| 496  | ↘181 |

## Известные уроженцы, жители
Филандин, Владимир Иванович (1922-2025) — ветеран Великой Отечественной войны, последний ветеран, проживавший в Молдавии.

## Инфраструктура
Личное подсобное хозяйство с зоной сельскохозяйственного использования, индивидуальная застройка усадебного типа.
ФАП Моисеевка.

## Транспорт
Автобусное сообщение с райцентром.  Остановка общественного транспорта «Моисеевка». 